# Speocropia
Speocropia là một chi bướm đêm thuộc họ Noctuidae.

## Loài
- Speocropia aenyra (Druce, 1890)
- Speocropia chromatica Hampson, 1908
- Speocropia leucosticta Hampson, 1908
- Speocropia mamestroides Jones, 1914
- Speocropia randa (Schaus, 1906)
- Speocropia scriptura (Walker, 1858)
- Speocropia trichoma (Herrich-Schäffer, 1868)

## Former species
- Speocropia fernae is now Phosphila fernae (Benjamin, 1933)